# Благовичи
Бла́говичи (бел. Благавічы) — деревня в Чаусском районе Могилёвской области Республики Беларусь. В составе Горбовичского сельсовета.

## История
Упоминается в 1669 году как село с церковью в составе Могилевской экономии в Оршанском повете Великого Княжества Литовского.
В 1924—2009 годах центр Благовичского сельсовета. До 2013 года деревня входила в состав Каменского сельсовета.

## Население
- 2009 год — 352 человека

## Достопримечательность
- Свято-Николаевская церковь (1903)[8][9] —  Историко-культурная ценность Республики Беларусь, шифр 513Г000544. Архитектор — П. Г. Комбуров.

### Памятник, скульптура
- Памятник погибшим евреям